# 群馬県道158号宮田吹屋線
群馬県道158号宮田吹屋線（ぐんまけんどう 158ごう みやだふきやせん）は、群馬県渋川市赤城町宮田から同市吹屋に至る県道である。

## 路線データ
- 起点：渋川市赤城町宮田1358番の4（群馬県道255号下久屋渋川線交点〈宮田交差点〉）[注釈 1]
- 終点：渋川市吹屋522番の5（国道291号交点〈恵久保交差点〉）[注釈 2]

## 歴史
- 1959年（昭和34年）9月18日：群馬県より現・道路法に基づき、県道宮田吹屋線（勢多郡赤城村大字宮田 - 北群馬郡長尾村大字吹屋、整理番号141）が路線認定される[1]。
  - 同時に、前身路線にあたる県道敷島停車場吹屋線（勢多郡赤城村 敷島停車場 - 北群馬郡長尾村大字吹屋、整理番号51）が路線廃止される[2]。
- 2008年（平成20年）7月7日：国道17号の鯉沢バイパスの未開通区間が開通し、途中の吹屋原交差点で接続する。

## 地理

### 通過する自治体
- 群馬県
  - 渋川市

### 交差する道路
- 群馬県道255号下久屋渋川線 - 渋川市赤城町宮田（起点、宮田交差点）
- 国道17号鯉沢バイパス - 渋川市白井（吹屋原交差点）
- 国道17号 - 渋川市吹屋（終点、恵久保交差点）